# Simona Nocerino
Simona Nunzia Nocerino (Milano, 7 luglio 1968) è una politica italiana.

## Biografia
Alle elezioni politiche del 2018 viene eletta al Senato della Repubblica, nelle liste del Movimento 5 Stelle nella circoscrizione Lombardia.
Il 22 giugno abbandona il Movimento iscrivendosi a Insieme per il futuro, soggetto nato da una scissione guidata dal ministro Luigi Di Maio. Candidata al Senato nel collegio di Brescia alle elezioni politiche del settembre successivo con Impegno Civico, non risulta eletta.